# 麥卡利斯特 (新墨西哥州)
麥卡利斯特（英語：McAlister）是位於美國新墨西哥州奎伊縣的非建制地區。

## 歷史
麥卡利斯特的郵局自1907年營運至今。

## 地理
麥卡利斯特所處的海拔為高於海平面1440米（即4725英呎），而該地所採用的時區為UTC-7，即北美山地时区（MST）。同時該地設有夏令時間，為UTC-7調快一小時，即UTC-6（MDT）。